# Allochrocebus preussi
Il cercopiteco di Preuss (Allochrocebus preussi Matschie, 1898) è un primate della famiglia Cercopithecidae.

## Descrizione
Con un peso che può arrivare a 10 kg, è uno dei cercopitechi di maggiori dimensioni.
Il colore del corpo è grigio scuro, quello del muso bruno-rossiccio, incorniciato da pelo bianco sulle guance e sul mento.

## Distribuzione e habitat
L'areale è ristretto ed è formato da una zona nel sudovest del Camerun e dall'isola di Bioko. L'habitat è la foresta di montagna, fino a 2500 m di altitudine.

## Biologia
Ha attività diurna e a differenza degli altri cercopitechi vive soprattutto al suolo. Forma gruppi territoriali, costituiti da un maschio adulto, diverse femmine e piccoli, per un totale formato in media da 17 individui.
Si nutre di frutta, foglie e insetti.
La maturità sessuale è raggiunta intorno ai 4 anni; si ritiene che la longevità sia intorno ai 30 anni.

## Tassonomia
Esistono due sottospecie:
- Allochrocebus pressi preussi
- Allochrocebus pressi insularis

## Conservazione
A causa della distruzione dell'habitat e della caccia cui è soggetta, Allochrocebus preussi è classificata dalla IUCN Red List come specie in pericolo di estinzione (Endangered).
La specie è inserita nella Appendice II della Convention on International Trade of Endangered Species (CITES).